# Un amour à taire
Pour plus de détails, voir Fiche technique et Distribution.
Un amour à taire est un téléfilm réalisé par Christian Faure diffusé pour la première fois en 2005.

## Synopsis
Une jeune juive, Sarah, est cachée par un ami, Jean Lavandier, et son compagnon Philippe, après que sa famille a été tuée par les SS. Elle est employée dans la blanchisserie tenue par la famille Lavandier. Jacques, le frère de Jean, sort de prison. Il est amoureux de Sarah, qui elle est sous le charme de Jean malgré l'homosexualité de ce dernier. Par jalousie, il fait arrêter son frère, sans imaginer les conséquences : Jean, homosexuel, est accusé à tort d’être l’amant d’un officier allemand, et déporté dans un camp de concentration. Philippe, quant à lui, en voulant s'enfuir, est fusillé par les nazis venus le chercher.
Jacques cachera toute la vérité à sa famille, ainsi qu'à Sarah. Ce qu'il ignore, c'est qu'il devra rendre des comptes à la Libération. Sarah, effarée, le quitte en emportant leur enfant.

## Fiche technique
Sauf indication contraire, les informations mentionnées dans cette section peuvent être confirmées par la base de données cinématographiques IMDb,  présente dans la section « Liens externes ».
- Réalisateur : Christian Faure
- Scénario et dialogues : Pascal Fontanille et Samantha Mazeras
- Producteur : François Aramburu, Laetitia Bartoli, Pascal Fontanille
- Musique du film : Charles Court
- Directeur de la photographie : Svetla Ganeva
- Montage : Jean-Daniel Fernandez-Qundez
- Distribution des rôles : Philippe Page, Ilka Valcheva
- Création des décors : Rossitsa Bakeva, Sebastian Birchler
- Création des costumes : Jean-Michel Aubray, Sylvie de Segonzac
- Société de production : Merlin productions, France 2
- Format :  Couleur - 1,78:1 - 35 mm  - Son Dolby Digital
- Pays d'origine : France
- Genre : Film dramatique
- Durée : 102 minutes
- Date de diffusion : 7 mars 2005 sur France 2

## Distribution
- Jérémie Renier : Jean Lavandier, l'ami d'enfance de Sara, celle-ci en étant éprise, mais qui s'avère être homosexuel
- Louise Monot : Sara Morgenstern, une jeune juive qui ignore que Jean, son ami d'enfance dont elle est amoureuse, est homosexuel
- Bruno Todeschini : Philippe, l'amant de Jean, devenu résistant
- Nicolas Gob : Jacques Lavandier, le jeune frère de Jean amoureux de Sara, un collabo actif
- Charlotte de Turckheim : Marcelle Lavandier
- Michel Jonasz : Armand Lavandier
- Anne Girouard : Léopoldine
- Olivier Saladin : L'inspecteur de police Breton, de la police de Vichy
- Kitodar Todorov : L'adjoint de Breton
- Philippe Faure : Le passeur
- Flannan Obé : Un chanteur
- Maximilien Muller : Petit-fils de Sara
- François Aramburu : La Baronne
- Thomas Suire : Rudy

## Commentaires et polémiques
Christian Faure, n'en est pas à son premier téléfilm sur le thème de l'homosexualité. Il a aussi réalisé Juste une question d'amour, un téléfilm relatant une histoire d'amour entre deux jeunes hommes et diffusé sur France 2 en 2000.
C'est un des seuls films à l'heure actuelle sur la déportation homosexuelle durant la Seconde Guerre mondiale. Les producteurs se sont d'ailleurs inspirés du livre de Pierre Seel Moi, Pierre Seel, déporté homosexuel (Calmann-Lévy, 1994). Il réalise ce film en hommage à Pierre Seel, déporté homosexuel décédé en 2005. Le sujet du film faisait écho à la reconnaissance par le président Jacques Chirac de la déportation des homosexuels en France : « Nous sommes là pour nous souvenir que la folie nazie voulait éliminer les plus faibles, les plus fragiles, les personnes frappées par le handicap dont l'existence même faisait affront à leur conception de l'homme et de la société. En Allemagne, mais aussi sur notre territoire, celles et ceux que leur vie personnelle distinguait, je pense aux homosexuels, étaient poursuivis, arrêtés et déportés. ».
L'Observatoire du communautarisme, comme quelques titres de la presse gay française, mettent en doute la crédibilité de Jean Le Bitoux, référent historique du film. Il accuse le film de « soutenir la thèse d'une déportation homosexuelle orchestrée par la France de Vichy » alors que celle-ci n'a eu lieu que dans les territoires annexés par le Reich. L'Observatoire du communautarisme reconnait cependant que si les Allemands considéraient l'homosexualité des peuples inférieurs comme bénéfique pour le peuple allemand, et n'ont jamais cherché à purger la France de ses homosexuels, il n'en était pas de même lorsque des officiers allemands étaient impliqués, ce qui est précisément le cas du film et rend donc la fiction plausible. Ces accusations semblent de plus ignorer les explications données par un déporté homosexuel alsacien lors de l'arrivée du héros à Drancy. Il y a donc bien fiction mais sur des bases historiques non falsifiées comme l'affirme l'article non signé de l'Observatoire.

## Récompenses
Ce téléfilm reçoit plusieurs récompenses au Festival du film de télévision de Luchon en 2005 :
- Prix spécial du jury
- Prix du public
- Meilleur scénario
- Jeune espoir féminin Louise Monot
- Jeune espoir masculin Nicolas Gob

Depuis 2005 le film a été primé à plusieurs reprises dans le monde entier. Il a entre autres reçu le prix du meilleur film attribué par HBO au festival gay et lesbien de Miami.